# Estuário do Taz

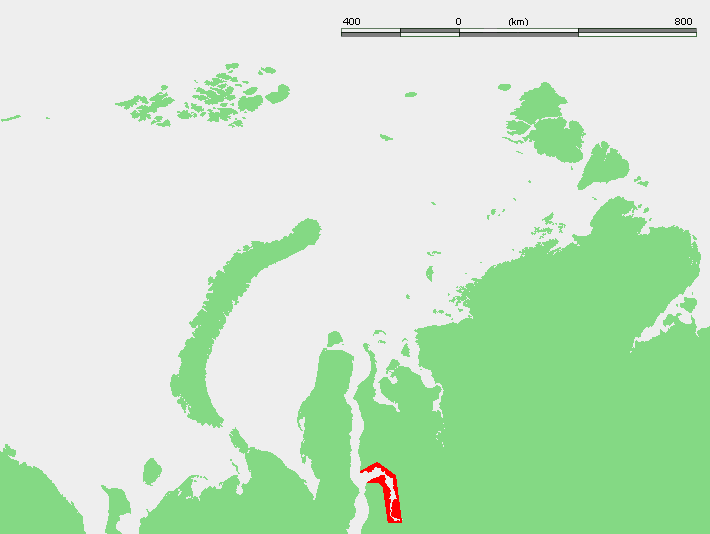
Localização do Estuário do Taz.

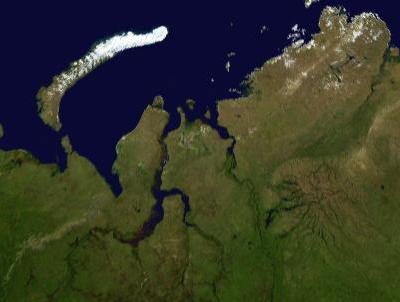
Imagem de satélite da área do Estuário do Taz

O Estuário do Taz (em russo:  Тазовская губа) é um longo golfo formado pelo Rio Taz.
Consiste num estuário com cerca de 250 km de comprimento que começa na zona da cidade de Tazovskiy e termina no Golfo de Ob, que está ligado ao Mar de Kara. A sua largura média é de 25 km e é um dos maiores estuários do mundo.